# Raimon Gaucelm de Bezers
Raimon Gaucelm de Bezers (fl....1262-1275...) fou un trobador occità. Se'n conserven nou composicions.

## Vida
Es té una idea clara de la cronologia d'aquest trobador perquè el cançoner C data amb concreció les seves poesies. Raimon Gaucelm és de Beziers, i hauria estat contemporani d'altres trobadors d'aquesta ciutat com Joan Esteve de Besiers i Bernart d'Auriac, amb qui hauria compartit una posició pro-francesa. Així, les dues cançons de croada de Raimon Gaucelm són sobre Sant Lluís i, en la segona, Ab grans trebalhs et ab grans marrimens, també hi lamenta la seva mort de manera que té també un to de planh.
És una mostra de l'ambient urbà i ja tardà on es desenvolupa la seva obra el fet que Raimon Gaucelm dediqui un planh, Quascus planh le sieu damnatge, no a un senyor feudal sinó a un burgès, Guiraut de Linhan. De fet, és l'únic planh que es conserva per una persona d'aquesta classe social.
També va escriure sirventesos morals, com A penas vauc en loc qu'om no·m deman, on critica la falta de caritat dels rics envers els pobres. Aquest sirventès comença amb una primera estrofa curiosa, on Raimon Gaucelm explica, orgullosament, que a tot arreu on va li pregunten si ha escrit res nou i que ell contesta de bon grat perquè li és molt agradable sentir com tothom diu "Aquest es / tals que sab far coblas e sirventes" i que això no ho fa pas per obtenir robes o altres regals (com feien els joglars).
Raimon Gaucelm és autor també d'una tençó amb un tal Joan Miralhas, de qui no es coneix res més que aquesta composició, d'un to molt diferent a la resta de la seva obra; es tracta d'un text còmic on li proposa a Joan Miralhas si preferiria ser "tot rodó del cap fins als peus" o "tot fes, dels peus al mentó"

## Obra
- (401,1)[1] Ab grans trebalhs et ab grans marrimens (cançó de croada; 1270)
- (401,2) A Dieu done m'arma de bon' amor (cançó religiosa)
- (401,3) A penas vauc en loc qu'om no·m deman (sirventès)
- (401,4) Belh senher dieus, quora veyrai mo fraire (coblas)
- (401,5) Dieus m'a dada febre tersana dobla (cançó religiosa)
- (205,1 = 401,6) Joan Miralhas, si Dieu vos gard de dol (tençó)
- (401,7) Quascus planh le sieu damnatge (planh; 1262)
- (401,8) Qui vol aver complida amistansa (cançó de croada; 1268)
- (401,9) Un sirventes si pogues volgra far (sirventès)

### Edicions
- Anna Radaelli, Raimon Gaucelm de Béziers, Poesie. Edizione critica a cura di Anna RADAELLI, Florència, La Nuova Italia Editrice, 1997

### Repertoris
- Alfred Pillet / Henry Carstens, Bibliographie der Troubadours von Dr. Alfred Pillet […] ergänzt, weitergeführt und herausgegeben von Dr. Henry Carstens. Halle : Niemeyer, 1933 [Raimon Gaucelm de Bezers és el número PC 401]